# دونكي كونغ 64
دونكي كونغ 64 (بالإنجليزية: Donkey Kong 64)‏ هي لعبة منصات مغامرات صدرت عام 1999 تم تطويرها بواسطة راير ونشرتها نينتندو لـ نينتندو 64. إنها أول لعبة دونكي كونغ تتميز بأسلوب اللعب ثلاثي الأبعاد. بصفته الغوريلا دونكي كونغ، يستكشف اللاعب المستويات ذات السمات الخاصة بالجزيرة لجمع العناصر وإنقاذ أصدقائه المخطوفين من الملك كيه روول. يكمل اللاعب الألعاب الصغيرة والألغاز بخمس شخصيات كونغ قابلة للعب - لكل منها قدراتها الخاصة - لتلقي الموز والمقتنيات الأخرى. في وضع تعدد اللاعبين المنفصل، يمكن لما يصل إلى أربعة لاعبين التنافس في مباريات الموت وآخر رجل يقف.
بدأت شركة راير، التي سبق لها إنشاء ألعاب دونكي كونغ كونتري، العمل على دونكي كونغ 64 في عام 1997، على الرغم من إعادة الإنتاج في منتصف الطريق خلال دورة التطوير التي استمرت ثلاث سنوات. أنهى فريق من 16 شخصًا، مع العديد من الأعضاء المعينين من مجموعة راير بانجو، اللعبة في عام 1999، عندما تم نشرها من قبل نينتندو في أمريكا الشمالية في نوفمبر وفي جميع أنحاء العالم في ديسمبر. كانت هذه هي اللعبة الأولى التي تتطلب Expansion Pak الخاص بجهاز الـ نينتندو 64، وهو ملحق أضاف موارد ذاكرة. تضمنت ميزانية التسويق الكبيرة للعبة بشكل استثنائي إعلانات ومسابقات يانصيب وجولة وطنية.
تلقت اللعبة إشادة عالمية وكانت الأكثر مبيعًا في نينتندو خلال موسم العطلات لعام 1999، حيث تم بيع 2.3 مليون وحدة بحلول عام 2004. وفازت بجائزة معرض الترفيه الإلكتروني Game Critics لعام 1999 لأفضل لعبة منصات، وجوائز وترشيحات متعددة من مجلات الألعاب. لاحظ المراجعون الحجم والطول الاستثنائي للعبة، لكنهم انتقدوا عناصر التحكم في الكاميرا والتركيز على جمع العناصر والتراجع. أشار البعض إلى تشابهها في طريقة اللعب والمرئيات مع سلف راير لعام 1998، بانجو-كازووي، على الرغم من وظيفة الذاكرة الإضافية الإلزامية لـ دونكي كونغ 64. شعر النقاد أن اللعبة لم تلبي الإمكانات الثورية لـ دونكي كونغ كونتري، لكنها ظلت من بين أفضل ألعاب المنصات ثلاثية الأبعاد على وحدة التحكم.
يُذكر دونكي كونغ 64 على أنه المثال الرمزي لمنصات المغامرات راير "Collect-a-thon" من أجل ملل مهام المجموعة. غالبًا ما يُشار إلى أغنية الراب من التسلسل التمهيدي للعبة - «دونكي كونغ راب» - على أنها من بين أسوأ الأغاني التي تظهر في لعبة فيديو. أعيد إصدار دونكي كونغ 64 على فرتشول كونسول الخاص بالـ وي يو من نينتندو في عام 2015.